# Agenville
Agenville è un comune francese di 119 abitanti situato nel dipartimento della Somme nella regione dell'Alta Francia.

## Società

### Evoluzione demografica
Abitanti censiti

## Storia
Il 95% della cittadina (antico centro di pellegrinaggio) fu distrutta durante la Seconda guerra mondiale, dopo di che Agenville fu ricostruita.